# Leilani Mitchell
Leilani Seamah Mitchell  (nacida el 15 de junio de 1985 en Richland, Washington) es una jugadora de baloncesto estadounidense nacionalizada australiana. Con 1.65 metros de estatura, juega en la posición de base.

## Vida personal
el 24 de julio de 2018, la novia de Mitchell, Mikaela Dombkins dio a luz a su hijo, Kash Maxwell.